# یودیچوومچور
یودیچوومچور (انگلیسی: Yudychvumchorr) یک کوه در استان مورمانسک کشور روسیه است.